# رالف لویس (هنرپیشه)
رالف لویس (انگلیسی: Ralph Percy Lewis; ۸ اکتبر ۱۸۷۲ – ۴ دسامبر ۱۹۳۷) هنرپیشه اهل ایالات متحده آمریکا بود.

## گزیده فیلمشناسی
از فیلم‌ها یا برنامه‌های تلویزیونی که وی در آن نقش داشته‌است می‌توان به آثار زیر اشاره کرد.
- هیچ‌جا خانه خود آدم نمی‌شود (۱۹۱۴)
- تولد یک ملت (۱۹۱۵)
- تعصب (فیلم ۱۹۱۶) (۱۹۱۶)
- داستان دو شهر (فیلم ۱۹۱۷) (۱۹۱۷)
- چه اهمیتی داره؟ (۱۹۲۵)
- آبراهام لینکلن (فیلم ۱۹۳۰) (۱۹۳۰)
- جنون آمریکایی (۱۹۳۲)
- سان‌فرانسیسکو (فیلم ۱۹۳۶) (۱۹۳۶)
- بوکانیر (فیلم ۱۹۳۸) (۱۹۳۸)
- به نام قانون